# الیشیا تات-نادیا
الیشیا تات-نادیا (انگلیسی: Alicia Tate-Nadeau؛  – ) یک فرد نظامی اهل ایالات متحده آمریکا بود.